# Acide cobinique
L’acide cobinique est un tétrapyrrole chélatant un atome de cobalt et de la famille des corrinoïdes.